# Rhinoclavis brettinghami
Rhinoclavis brettinghami là một loài ốc biển, là động vật thân mềm chân bụng sống ở biển thuộc họ Cerithiidae.